# Гръбначен стълб
Гръбначният стълб (на латински: columna vertebralis) е главната опорна ос на гръбначните животни. Представлява осев скелет, състоящ се от хрущялни или костни прешлени.
При човека е съставен от 32 до 34 прешлена:
- 7 шийни – те са най-малки.
  - първият шиен прешлен се нарича атлас (на латински: atlas); той няма обособено тяло и наподобява пръстен. Свързва гръбначния стълб с черепа посредством атлантоокципиталната става, в която се извършва движението на главата нагоре и надолу (т.нар. „кимване“);
  - вторият шиен прешлен се нарича аксис (на латински: axis); около него се извършва въртенето на главата наляво и надясно.
- 12 гръдни – слабоподвижни, придаващи устойчивост на гръдния кош.
- 5 поясни – те са най-големи.
- 5 кръстцови – те са сраснали и образуват кръстцовата кост (на латински: os sacrum).
- 3 – 5 опашни – след 15-годишна възраст срастват и образуват опашната кост (на латински: os coccygis). При човека тя е недоразвита и според теорията на еволюцията е рудиментарен орган, който показва филогенетичното родство на човека с животните.

Всеки един от прешлените е изграден от тяло, дъга и израстъци на дъгата. Тялото и дъгата, разположена зад него, заграждат прешления отвор. Отворите на всички прешлени образуват гръбначномозъчния канал, в който се разполага гръбначният мозък.
Прешлените се свързват помежду си чрез междупрешленни хрущялни дискове, връзки и стави.
Повечето бозайници имат седем шийни прешлена, включително жирафът; двупръстите ленивци (Megalonychidae) и ламантините (Trichechidae, Manatidae) имат шест, а трипръстите ленивци (Bradypodidae) – девет.

## Устройство на гръбначния стълб при различните видове
| Вид           | Брой прешлени | Брой прешлени | Брой прешлени | Брой прешлени | Брой прешлени | Брой прешлени |
| ------------- | ------------- | ------------- | ------------- | ------------- | ------------- | ------------- |
| Вид           | шийни         | гръдни        | поясни        | кръстцови     | опашни        | общ брой      |
| Човек         | 7             | 12            | 5             | 5             | 3 – 5         | 32 – 34       |
| Кон           | 7             | 18            | 6             | 5             | 15 – 21       | 51 – 57       |
| Говедо        | 7             | 13            | 6             | 5             | 18 – 21       | 49 – 52       |
| Овца          | 7             | 13            | 6 – 7         | 4             | 16 – 18       | 46 – 49       |
| Прасе         | 7             | 14 – 15       | 6 – 7         | 4             | 20 – 23       | 51 – 56       |
| Куче          | 7             | 13            | 7             | 3             | 20 – 23       | 50 – 53       |
| Котка         | 7             | 13            | 7             | 3             | 22 – 23       | 52 – 53       |
| Заек          | 7             | 12            | 7             | 4             | 16            | 46            |
| Морско свинче | 7             | 13 – 14       | 6             | 2 – 3         | 4 – 6         | 32 – 36       |
| Видра         | 7             | 14            | 6             | 3             | 18            | 48            |
| Жираф         | 7             | 14            | 6             | 3             | 11            | 41            |